# Риболовна платформа
Риболовната платформа в контекста на спортния риболов представлява конструкция съчетаваща характеристиките на стол и куфар за принадлежности.
Към риболовната платформа (на английски: fishing seat box) се прикачат скара за стъпване и редица аксесоари наречени „прикачни“. Пример за прикачни аксесоари са държач за живарник, греда(ползва се вместо обикновена забиваща се стойка), държач за чадър, вана за захранка, гребен за резервни „топ-сети“ и др.
Най-често конструкцията на риболовната платформа е изградена от алуминиеви профили и пластмасови свързващи и закрепващи елементи. Платформата има 6 крака (част или всички са телескопични) със самонивелиращи се лапи. Риболовната платформа има заделени специални отделения (чекмеждета и контейнер(и)) за складиране и лесно транспортиране на такъми.
За пренасяне на цялата конструкция се използва ремък за носене. При необходимост към платформата могат да бъдат прикачени колелца и дръжка за теглене.
Риболовната платформа е задължителен атрибут на професионалния състезател по спортен риболов на щека и мач.